# Лосево (Красновское сельское поселение)
Лосево — деревня в Кимрском районе Тверской области, входит в состав Красновского сельского поселения. 

## География
Расположена в 13 км на восток от центра поселения села Красного и в 57 км на северо-запад от города Кимры.

## История

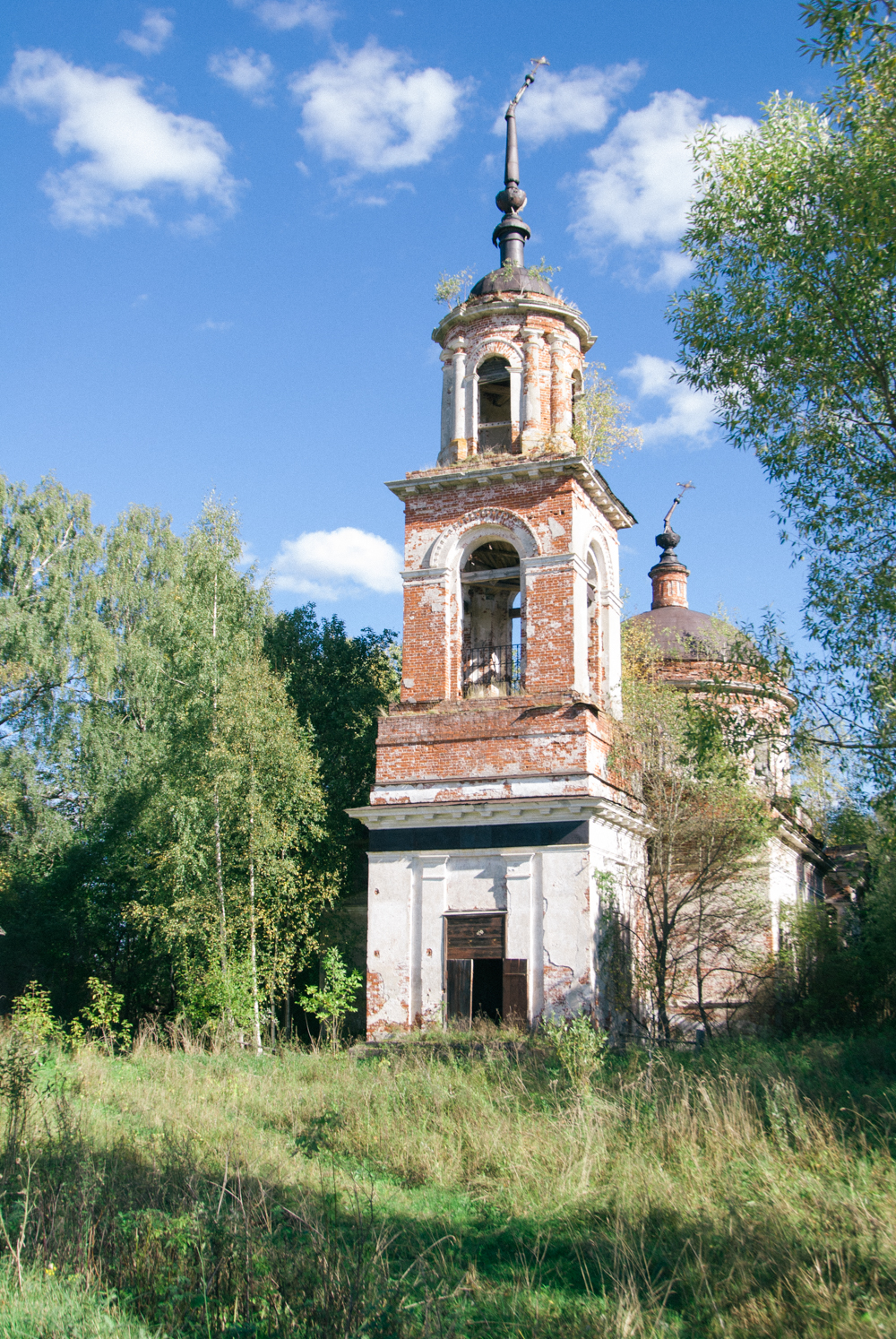
Церковь Спаса Преображения. 2018 год

В 1806 году в селе была деревянная церковь Рождества с приделом Николая Чудотворца и два господских деревянных дома. В 1832 году в селе была построена каменная Преображенская церковь с 3 престолами, метрические книги с 1770 года. 
В конце XIX — начале XX века село входило в состав Яковлевской волости Корчевского уезда Тверской губернии. В 1887 году в селе было 46 дворов, чайная, винная, бакалейная лавки; жители уходили в "отход" (работали печниками, сапожниками).
С 1929 года деревня являлась центром Лосевского сельсовета Горицкого района Кимрского округа Московской области, с 1935 года — в составе Калининской области, с 1963 года — в составе Кимрского района, с 1994 года — центр Лосевского сельского округа, с 2005 года — в составе Красновского сельского поселения.
До 2011 года в деревне работала Лосевская основная общеобразовательная школа.

## Население
| 1859 | 1887 | 1997 | 2002 | 2010 |
| ---- | ---- | ---- | ---- | ---- |
| 198  | ↗233 | ↘200 | ↘121 | ↘107 |

## Инфраструктура
В деревне имеются фельдшерско-акушерский пункт, отделение почтовой связи.

## Достопримечательности
В деревне расположена недействующая Церковь Спаса Преображения (1832).